# 克勞斯博格美景宮

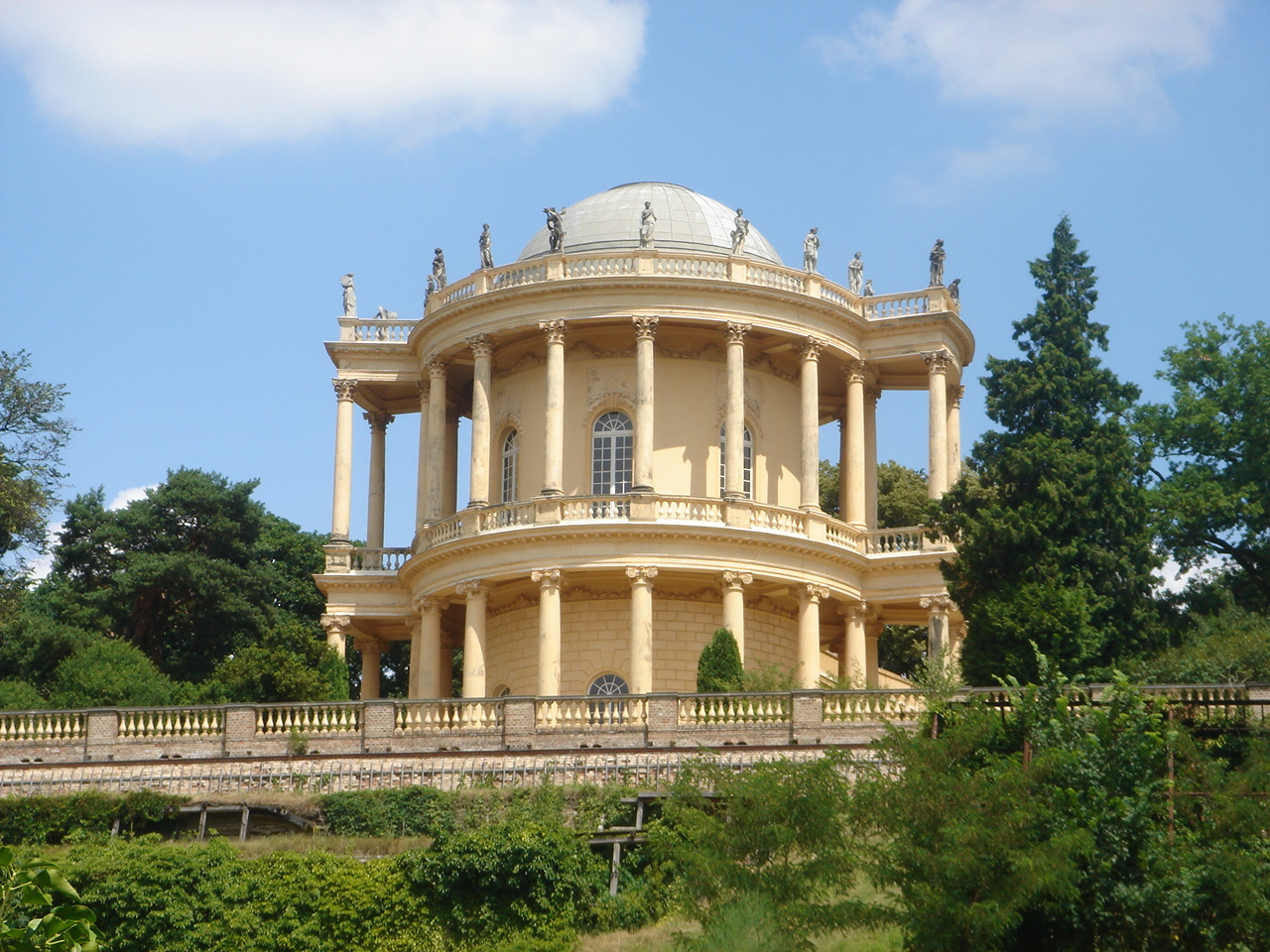

克勞斯博格美景宮（Belvedere auf dem Klausberg）是德國波茨坦無憂宮公園內的一座建築，修建於1770年至1772年期間，使用了Georg Christian Unger的設計方案。

## 外部連結
- Belvedere on the Klausberg - （德語）
- Belvedere （页面存档备份，存于） - Potsdam Sanssouci Park

52°24′25″N 13°01′09″E / 52.40694°N 13.01917°E